# Phelsuma masohoala
Phelsuma masohoala is een hagedis die behoort tot de gekko's. Het is een van de soorten madagaskardaggekko's uit het geslacht Phelsuma.

## Naam en indeling
De wetenschappelijke naam van de soort werd voor het eerst voorgesteld door Christopher John Raxworthy en Ronald Archie Nussbaum in 1994.

## Uiterlijke kenmerken
Phelsuma masohoala bereikt een kopromplengte tot 4,7 centimeter en een totale lichaamslengte inclusief staart tot 12 cm. De hagedis heeft een groene kleur en heeft een duidelijke tekening zonder strepen. Het aantal schubbenrijen op het midden van het lichaam bedraagt altijd 76.

## Verspreiding en habitat
De soort komt voor in delen van Afrika en leeft endemisch in noordoostelijk Madagaskar.De habitat bestaat uit vochtige tropische en subtropische laaglandbossen. De soort is aangetroffen tot op een hoogte van ongeveer vijf meter boven zeeniveau.

## Beschermingsstatus
Door de internationale natuurbeschermingsorganisatie IUCN is de beschermingsstatus 'ernstig bedreigd' toegewezen (Critically Endangered of CR).